# Vatairea paraensis
Vatairea paraensis är en ärtväxtart som beskrevs av Adolpho Ducke. Vatairea paraensis ingår i släktet Vatairea och familjen ärtväxter. Inga underarter finns listade i Catalogue of Life.